# Niels la Cour (komponist)
 For alternative betydninger, se Niels la Cour. (Se også artikler, som begynder med Niels la Cour)
Niels la Cour (født 14. november 1944) er en dansk komponist.

## Liv
La Cour blev student fra Aurehøj Gymnasiums musiklinie 1963 og modtog orgelundervisning som privatelev hos bl. a. Finn Viderø fra 1960-64. Han studerede på Det Kongelige Danske Musikkonservatorium i København fra 1964 til 1969 og tog diplom- og musiklærer-eksamen i fagene musikteori, musikhistorie og hørelære. Efterfølgende studerede han instrumentering og komposition med Leif Kayser i 1973-74 og på Conservatorio di Santa Cecilia i Rom i 1975. Niels la Cour underviste i musikteori på Det Fynske Musikkonservatorium i Odense mellem 1968 og 1977 og på Det Kongelige Danske Musikkonservatorium i København fra 1978-2008, som docent fra 1988. Han har modtaget et treårigt stipendium fra statens kunstfond i 1973, blev i 1988 udnævnt som "Årets Korkomponist" og modtog Schierbeck-legatet 2001.

## Værker
9 orkesterværker, bl.a. Symfoniske fragmenter 1974, Meditazione 1992 og Nordisk fortælling - et symfonisk digt 2022
22 kammermusikværker, bl.a. "Mild und leise" Strygekvartet nr. 2 1969, Trio for violin, cello og klaver 1979, Episodio for cello og orgel 2006, Elegi for strygekvartet 2022 og Adagio for strygekvartet 2023
4 klaverværker, bl.a. Momenter 1999 og Pezzo sonata 2017
15 orgelværker, bl.a. 3 Intermezzi 1974, De profundis 1974, Fantasia per organo 1994, Vesper organi 2003 og 7 orgelkoraler 
43 korværker, bl.a. 3 samlinger af latinske motetter (1982, 1988, 1992), Missa brevis 1989, Beatitudini 2001, Lux mundi 2020 og 19 nye melodier til kendte salmetekster, af B.S. Ingemann f.eks. Den skønne jordens sol gik ned, Den store mester kommer, Fred hviler over land og by og I fjerne kirketårne hist 